# Passow (Uckermark)
Passow was een gemeente in de Duitse deelstaat Brandenburg, en maakte deel uit van de Landkreis Uckermark. Met vier andere gemeenten maakte de gemeente deel uit van het Amt Oder-Welse. Op 19 april 2022 werd Passow onder de naam Passow/Wendemark een Ortsteil van de stad Schwedt/Oder.
Passow telde 1.445 inwoners.